# Olympique Lyonnais 2003-2004
Questa voce raccoglie le informazioni riguardanti l'Olympique Lyonnais nelle competizioni ufficiali della stagione 2003-2004.

## Rosa
Fonte
| N. |                    | Ruolo | Calciatore           |
| -- | ------------------ | ----- | -------------------- |
| 1  | Francia (bandiera) | P     | Grégory Coupet       |
| 2  | Belgio (bandiera)  | D     | Eric Deflandre       |
| 3  | Brasile (bandiera) | D     | Edmílson             |
| 4  | Ghana (bandiera)   | D     | Michael Essien       |
| 5  | Brasile (bandiera) | D     | Cláudio Caçapa       |
| 7  | Mali (bandiera)    | C     | Mahamadou Diarra     |
| 8  | Brasile (bandiera) | C     | Juninho Pernambucano |
| 9  | Brasile (bandiera) | A     | Giovane Élber        |
| 10 | Francia (bandiera) | C     | Eric Carrière        |
| 11 | Francia (bandiera) | C     | Florent Malouda      |
| 12 | Francia (bandiera) | D     | Anthony Réveillère   |
| 14 | Francia (bandiera) | C     | Sidney Govou         |
| 15 | Belgio (bandiera)  | D     | Christophe Delmotte  |

| N. |                     | Ruolo | Calciatore                |
| -- | ------------------- | ----- | ------------------------- |
| 18 | Francia (bandiera)  | A     | Peguy Luyindula           |
| 20 | Svizzera (bandiera) | D     | Patrick Müller (capitano) |
| 22 | Francia (bandiera)  | D     | Romain Sartre             |
| 23 | Francia (bandiera)  | D     | Jérémy Berthod            |
| 24 | Francia (bandiera)  | C     | Vikash Dhorasoo           |
| 25 | Francia (bandiera)  | P     | Rémy Vercoutre            |
| 27 | Francia (bandiera)  | A     | Julien Viale              |
| 29 | Francia (bandiera)  | C     | Yohan Gomez               |
| 30 | Francia (bandiera)  | P     | Nicolas Puydebois         |
| 31 | Francia (bandiera)  | C     | Bryan Bergougnoux         |
| 32 | Francia (bandiera)  | D     | François Clerc            |
| 35 | Francia (bandiera)  | P     | Fabian Caballero          |
| 36 | Francia (bandiera)  | C     | Jérémy Clément            |

## Maglie e sponsor
Lo sponsor tecnico per la stagione 2003-2004 è Umbro, mentre lo sponsor ufficiale è Renault Trucks.

## Risultati

### Ligue 1
| Lilla 1 agosto 2003, ore 20:45 CEST (UTC+2) 1ª giornata | Lilla | 1 – 0 referto | Olympique Lione | Stade Grimonprez-Jooris |

| Lione 9 agosto 2003, ore 20:00 CEST (UTC+2) 2ª giornata | Olympique Lione | 3 – 1 referto | Monaco | Stade de Gerland |

| Montpellier 16 agosto 2003, ore 20:00 CEST (UTC+2) 3ª giornata | Montpellier | 0 – 2 referto | Olympique Lione | Stade de la Mosson |

| Lione 23 agosto 2003, ore 20:00 CEST (UTC+2) 4ª giornata | Olympique Lione | 0 – 0 referto | Tolosa | Stade de Gerland |

| Guingamp 30 agosto 2003, ore 17:15 CEST (UTC+2) 5ª giornata | Guingamp | 2 – 0 referto | Olympique Lione | Stade de Roudourou |

| Lione 13 settembre 2003, ore 17:15 CEST (UTC+2) 6ª giornata | Olympique Lione | 1 – 1 referto | Auxerre | Stade de Gerland |

| Le Mans 21 settembre 2003, ore 18:30 CEST (UTC+2) 7ª giornata | Le Mans | 0 – 2 referto | Olympique Lione | Stade Léon-Bollée |

| Lione 27 settembre 2003, ore 17:15 CEST (UTC+2) 8ª giornata | Olympique Lione | 4 – 0 referto | Lens | Stade de Gerland |

| Ajaccio 4 ottobre 2003, ore 20:00 CEST (UTC+2) 9ª giornata | Ajaccio | 2 – 4 referto | Olympique Lione | Stade François Coty |

| Lione 18 ottobre 2003, ore 20:00 CEST (UTC+2) 10ª giornata | Olympique Lione | 1 – 1 referto | Sochaux | Stade de Gerland |

| Nantes 25 ottobre 2003, ore 17:15 CEST (UTC+2) 11ª giornata | Nantes-Atlantique | 0 – 1 referto | Olympique Lione | Stade de la Beaujoire |

| Lione 1 novembre 2003, ore 17:15 CET (UTC+1) 12ª giornata | Olympique Lione | 5 – 0 referto | Nizza | Stade de Gerland |

| Marsiglia 9 novembre 2003, ore 21:00 CET (UTC+1) 13ª giornata | Olympique Marsiglia | 1 – 4 referto | Olympique Lione | Stade Vélodrome |

| Lione 21 novembre 2003, ore 20:30 CET (UTC+1) 14ª giornata | Olympique Lione | 1 – 0 referto | Strasburgo | Stade de Gerland |

| Rennes 29 novembre 2003, ore 17:15 CET (UTC+1) 15ª giornata | Rennes | 3 – 1 referto | Olympique Lione | Stade de la Route de Lorient |

| Lione 5 dicembre 2003, ore 19:00 CET (UTC+1) 17ª giornata | Olympique Lione | 2 – 1 referto | Metz | Stade de Gerland |

| Furiani 13 dicembre 2003, ore 20:00 CET (UTC+1) 18ª giornata | Bastia | 0 – 0 referto | Olympique Lione | Stade Armand Cesari |

| Lione 19 dicembre 2003, ore 21:00 CET (UTC+1) 19ª giornata | Olympique Lione | 1 – 1 referto | Paris Saint-Germain | Stade de Gerland |

| Monaco 9 gennaio 2004, ore 21:00 CET (UTC+1) 20ª giornata | Monaco | 3 – 0 referto | Olympique Lione | Stade Louis II |

| Lione 17 gennaio 2004, ore 20:00 CET (UTC+1) 21ª giornata | Olympique Lione | 3 – 0 referto | Montpellier | Stade de Gerland |

| Lione 28 gennaio 2004, ore 21:00 CET (UTC+1) 16ª giornata | Olympique Lione | 3 – 0 referto | Bordeaux | Stade de Gerland |

| Tolosa 31 gennaio 2004, ore 20:00 CET (UTC+1) 22ª giornata | Tolosa | 0 – 1 referto | Olympique Lione | Stadium de Toulouse |

| Lione 7 febbraio 2004, ore 20:00 CET (UTC+1) 23ª giornata | Olympique Lione | 0 – 1 referto | Guingamp | Stade de Gerland |

| Auxerre 15 febbraio 2004, ore 20:45 CET (UTC+1) 24ª giornata | Auxerre | 1 – 2 referto | Olympique Lione | Stade de l'Abbé-Deschamps |

| Lione 21 febbraio 2004, ore 17:15 CET (UTC+1) 25ª giornata | Olympique Lione | 2 – 0 referto | Le Mans | Stade de Gerland |

| Lens 28 febbraio 2004, ore 20:00 CET (UTC+1) 26ª giornata | Lens | 1 – 1 referto | Olympique Lione | Stade Félix-Bollaert |

| Lione 5 marzo 2004, ore 20:00 CET (UTC+1) 27ª giornata | Olympique Lione | 4 – 0 referto | Ajaccio | Stade de Gerland |

| Montbéliard 13 marzo 2004, ore 20:00 CET (UTC+1) 28ª giornata | Sochaux | 1 – 2 referto | Olympique Lione | Stade Auguste Bonal |

| Lione 20 marzo 2004, ore 17:15 CET (UTC+1) 29ª giornata | Olympique Lione | 1 – 0 referto | Nantes-Atlantique | Stade de Gerland |

| Nizza 27 marzo 2004, ore 20:00 CET (UTC+1) 30ª giornata | Nizza | 0 – 1 referto | Olympique Lione | Stade du Ray |

| Lione 3 aprile 2004, ore 17:15 CEST (UTC+2) 31ª giornata | Olympique Lione | 1 – 2 referto | Olympique Marsiglia | Stade de Gerland |

| Strasburgo 11 aprile 2004, ore 20:45 CEST (UTC+2) 32ª giornata | Strasburgo | 0 – 1 referto | Olympique Lione | Stade de la Meinau |

| Lione 24 aprile 2004, ore 20:00 CEST (UTC+2) 33ª giornata | Olympique Lione | 3 – 0 referto | Rennes | Stade de Gerland |

| Bordeaux 2 maggio 2004, ore 20:45 CEST (UTC+2) 34ª giornata | Bordeaux | 1 – 1 referto | Olympique Lione | Stade Chaban-Delmas |

| Metz 8 maggio 2004, ore 20:00 CEST (UTC+2) 35ª giornata | Metz | 1 – 2 referto | Olympique Lione | Stade Saint-Symphorien |

| Lione 12 maggio 2004, ore 20:30 CEST (UTC+2) 36ª giornata | Olympique Lione | 1 – 0 referto | Bastia | Stade de Gerland |

| Parigi 15 maggio 2004, ore 20:00 CEST (UTC+2) 37ª giornata | Paris Saint-Germain | 1 – 0 referto | Olympique Lione | Parc des Princes |

| Lione 23 maggio 2004, ore 20:00 CEST (UTC+2) 38ª giornata | Olympique Lione | 3 – 0 referto | Lilla | Stade de Gerland |